# Canthonella instriata
Canthonella instriata là một loài bọ cánh cứng trong họ Bọ hung (Scarabaeidae).